# بين روبرتس (ممثل)
بين روبرتس (بالإنجليزية: Ben Roberts)‏ هو ممثل بريطاني، ولد في 1 يوليو 1950 في المملكة المتحدة.

## وصلات خارجية
- بين روبرتس على موقع IMDb (الإنجليزية)
- بين روبرتس على موقع ألو سيني (الفرنسية)
- بين روبرتس على موقع أول موفي (الإنجليزية)
- بين روبرتس على موقع قاعدة بيانات الأفلام السويدية (السويدية)
- بين روبرتس على موقع قاعدة بيانات الفيلم (الإنجليزية)
- بين روبرتس على موقع كينوبويسك (الروسية)